# Cori, de scheepsjongen
Cori, de Scheepsjongen is een Belgische, historische stripreeks getekend en geschreven door Bob De Moor, en voornamelijk uitgegeven door Casterman.

## Inhoud
Cori werkt voor de Vereenigde Oostindische Compagnie en komt in allerlei avonturen terecht met zijn zeereizen. "Cori" is in zekere zin De Moors meesterwerk. De verhalen spelen zich af in de 16de en 17de eeuw in het zeevaardersmilieu, waardoor zijn passie voor de zee en scheepvaart tot uiting komt.

## Albums
Er verschenen 5 verhalen over Cori. Onder de Vlag van de Compagnie is de originele zwart-wit uitgave van de in kleur heruitgegeven Koers naar het Goud.
- 1 De onoverwinnelijke Armada deel 1: De Spionnen van de Koningin
- 2 De onoverwinnelijke Armada deel 2: De Zeedraak
- 3 Koers naar het Goud
- 4 De Gedoemde Reis
- 5 Dali Capitain (afgewerkt door zijn zoon Johan De Moor na zijn overlijden)